# 보나벤투라 카발리에리

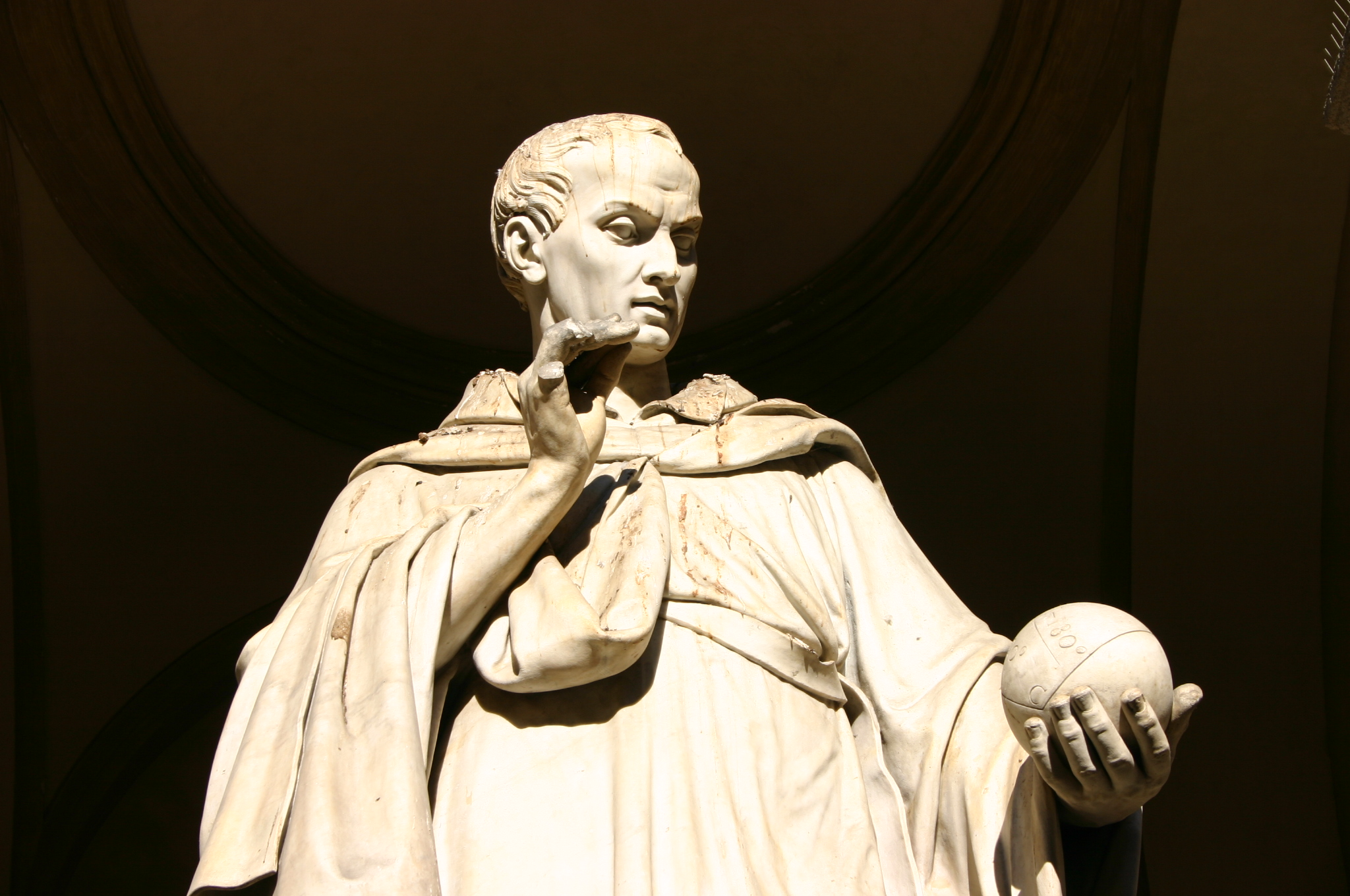
밀라노에 있는 카발리에리의 상

보나벤투라 프란체스코 카발리에리(Bonaventura Francesco Cavalieri, 1598년 ~ 1647년 11월 30일)는 이탈리아의 수학자이다.
카발리에리는 1598년 밀라노에서 태어났다. 그는 갈릴레이의 제자로서 귀족 출신이며, 수도사가 된 뒤 수학을 공부하였고 1629년 볼로냐 대학의 수학 교수가 되었다. 그 때는 뉴턴과 라이프니츠에 의한 미적분학이 아직 정립되지 않았던 시기였다. 그가 1621년에서 1635년 사이에 저술한 Geometria indivisibilibus continuorum nova quadam ratione promota→불가분량을 사용한 새로운 방법으로 연속체를 설명한 기하학은 수학사에 큰 획을 그은 그의 최대 공적이다. 이 책에서 불가분량의 방법을 창시하였고, 이 방법이 지금 알려져 있는 카발리에리의 원리이다. 근대 미적분이 정립되기 이전에 이 원리는 매우 혁명적이었으며, 근 · 현대 미적분학이 발전되는데 큰 기여를 하기도 했다.
1647년에 49세의 나이로 사망했다.

## 같이 보기
- 에반젤리스타 토리첼리